# Léopard (art martial)
Pour les articles homonymes, voir Léopard (homonymie).

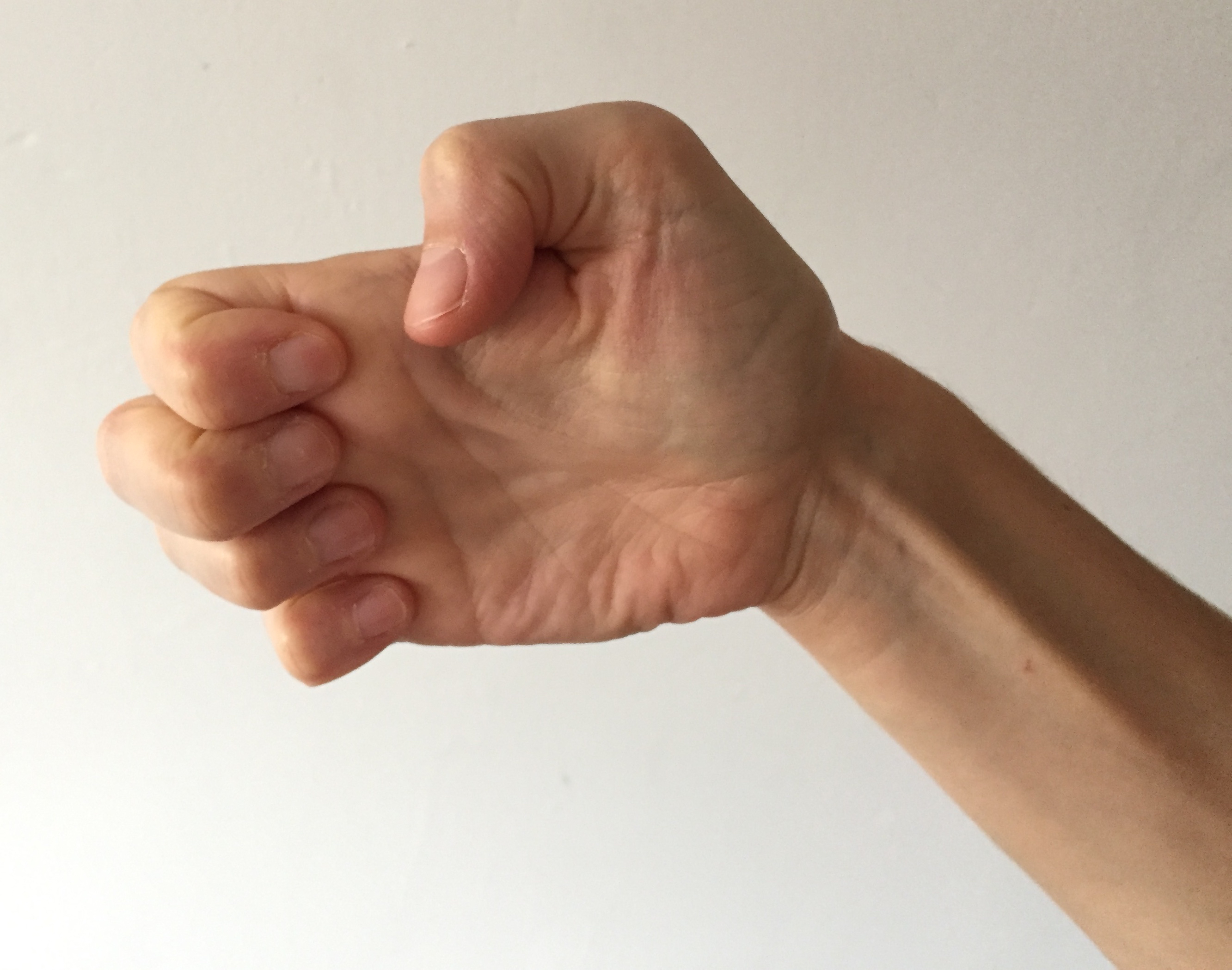
La position des doigts du pratiquant du style du léopard.

Le léopard (chinois : 豹拳 ; pinyin : bào quán) est une figure de style de combat à mains nues pratiquée dans les arts martiaux chinois traditionnels (kung-fu). Ce style imite le léopard avec son caractère sauvage, son agilité, sa rapidité et sa puissance,,.

## Technique
Dans le style externe du léopard, la force se concentre en un seul point, et la combativité de l'adversaire est cassée par l'attaque déterminée. Les doigts serrés et recourbés imitent les pattes du léopard, et les frappes sont surtout circulaires. En outre, ses caractéristiques permettent des combinaisons simultanées de plusieurs attaques rapides et courtes. Par exemple, on peut bloquer et frapper l'adversaire au même moment,.